# Tracy Reed
Tracy Reed, född Clare Tracy Compton Pelissier den 21 september 1942 i London, England, död 2 maj 2012 i County Cork, Irland, var en brittisk skådespelerska. Hon var styvdotter till regissören Carol Reed och kusin till skådespelaren Oliver Reed.
Hennes mest kända film är Dr. Strangelove (1964). Åren 1958–1961 var hon gift med Edward Fox.